# Sant Vicenç dels Horts
Sant Vicenç dels Horts és una ciutat i municipi de la comarca del Baix Llobregat a 16,9 km de Barcelona. Forma part de l'àrea metropolitana de Barcelona. És a la riba dreta del Llobregat, el seu terme limita al sud amb els municipis de Santa Coloma de Cervelló, al nord amb Pallejà, a l'est amb Sant Feliu de Llobregat i Molins de Rei (una mica més al nord), al sud-oest amb Torrelles de Llobregat i a l'oest amb Cervelló. El nucli de població és entre les rieres de Cervelló i de Torrelles que desemboquen al riu Llobregat. A l'oest hi ha la Serralada Litoral.

## Símbols
L'escut d'armes municipal va néixer amb la finalitat de distingir i identificar el poble amb un senyal propi que al mateix temps tenia una funció administrativa, la d'autenticar la seva documentació. A més va adoptar el senyal hagiogràfic de la parròquia posant la figura del sant en el seu segell.
Al llarg del segle xviii i part del xix l'escut i el segell del municipi mostraven la imatge sencera del patró, fins que l'any 1824 es modificà el disseny mantenint només la imatge de Sant Vicenç. Posteriorment i durant el segle xix, el govern espanyol va dictar una sèrie de normes per a regular l'ús dels escuts i dels segells municipals. Es va ordenar que la forma dels segells havia d'ésser ovalada i així, l'any 1873 es comença a utilitzar aquest format en l'escut del municipi vicentí. Al mateix temps s'elimina la figura de Sant Vicenç i va ser substituïda pels altres símbols: la palma i la mola, que van perdurar fins a l'època isabelina, on l'alcaldia constitucional va fer servir un disseny diferent del segell d'aleshores.
Després, i a causa de la proclamació de la República en el 14 d'abril de 1931, el segell va sofrir una catalanització que comença a aplicar-se l'any 1932, però l'any 1936 el segell es va tornar a modificar per incloure-hi el nou topònim (Horts del Llobregat). Va durar fins a la fi de la Guerra Civil, on el nou règim polític representaren novament canvis en el segell municipal. L'any 1940 es castellanitzà fins i tot el topònim del municipi. Dos anys després s'afegeix un nou símbol al segell l'àliga franquista, que és eliminada al final de la dècada dels cinquanta, quan a més s'incorpora per primera vegada una corona, amb semblances a la corona de marquès.

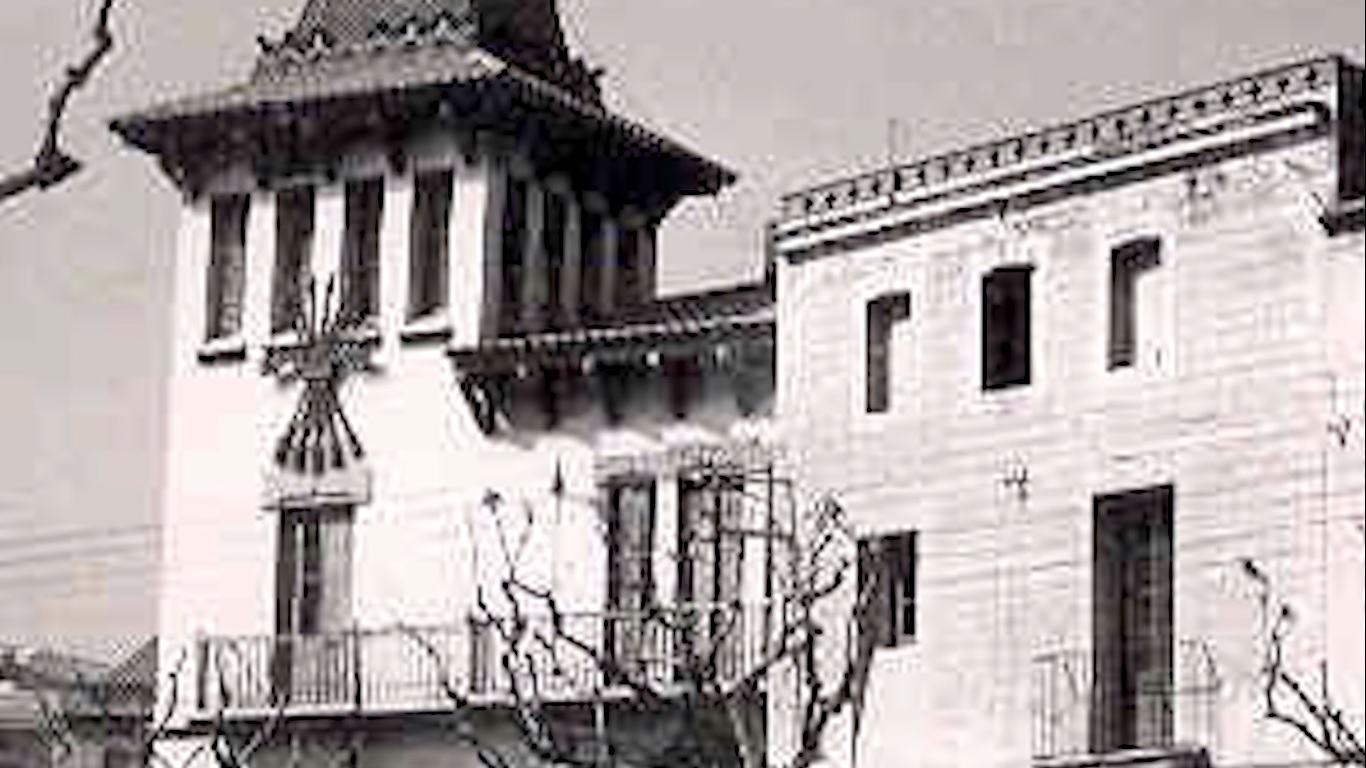
Ajuntament SVH anys 40-70

Amb l'arribada de la democràcia l'any 1977 es produeix altre cop la catalanització del topònim, però es manté la forma que s'havia donat al segell l'any 1958. No serà fins a l'any 1983 que es dissenya un nou model en el qual s'incorporen les quatre barres.
Finalment, al Ple de l'Ajuntament realitzat el 2004, es va aprovar un nou disseny d'escut, d'acord amb la normativa. L'escut passa a ser caironat i les figures són símbols històrics de Sant Vicenç Màrtir: la palma i la mola amb la corona de baró al capdamunt, senyal de la dependència jurisdiccional del municipi de la baronia de Cervelló a l'edat mitjana.

## Prehistòria i història

### Dels ibers a la romanització
Sant Vicenç dels Horts, tot i tenir restes prehistòriques més antigues, té els seus primers signes de civilització en temps dels ibers, els quals s'assentaren per una banda a la muntanya de Sant Antoni i per altre al turó de Puig Castellar. En aquest últim, situat estratègicament en un punt de comunicació important anomenat Quatre Camins, es conserven, a més de restes de fauna, restes d'un poblat d'uns 300 o 400 habitants, emmurallat, amb cases rectangulars construïdes amb pedra, tova i palla i amb uns carrers estrets. Els treballs realitzats aquí permeten datar el poblat en tres etapes. La primera fase seria el moment inicial de la cultura ibèrica (segle vi aC, amb possible ocupació anterior), la fase segona correspondria a la cultura ibèrica plena i se situaria entorn la meitat del segle i aC. i finalment la fase tercera seria d'època ibèrica tardana (fi del segle ii aC i inici segle i aC), quan comença la romanització del territori.
L'existència d'un poblat ibèric al turó de Puig Castellar de Sant Vicenç és coneguda des de l'any 1954. En un primer moment es van trobar dos molins de mà de pedra, gran quantitat de fragments de ceràmica fetes amb la tècnica del torn, alguns d'ells decorats amb motius geomètrics i altres d'importació campaniana, i també fragments de dolium. A la segona campanya d'excavació, duta a terme l'any 1962, es van efectuar cinc prospeccions, les quals varen servir per visualitzar una sitlla i unes parets fines d'habitatges, i trobar un bol campanià, dos vasos de forma lamboglia, ceràmica comuna itàlica i romana, fragments de morter, claus de ferro i grapes de plom, entre d'altres. Posteriorment el jaciment va ser abandonat fins a l'any 1985, quan un grup d'arqueòlegs de La Universitat de Barcelona, motivats per una intervenció arqueològica d'urgència sorgida arran de continus espolis clandestins que el jaciment estava patint, i seguint la tècnica d'excavació Harris matrix van obtenir un mur de pedra relatiu a una activitat vinícola, dues àmfores, una llar de foc típicament ibèrica formada per una capa compacta d'argila i amb una preparació de mosaic ceràmic actuant com a refractari, un paviment i la seva preparació amb petites pedres. A les següents estratigrafies es varen poder trobar una fusaiola i restes constructives pertanyents a habitatges, i extreure'n de la roca una fossa retallada i utilitzada per l'elaboració del ferro. Es van donar per aquestes restes una datació que oscil·la entre la fi del segle ii aC i l'inici segle i aC. L'any 1986, es varen dur a terme noves prospeccions i excavacions, recuperant d'aquesta manera una moneda d'Indikesken de bronze, un morter de granet amb abocador, ceràmiques i àmfores ibèriques, itàliques, púniques i ebusitanes, algunes d'elles representaven escenes de la vida quotidiana i escenes de caça de cavalls i ocells. També s'ha trobat una agulla i una cullera d'os, plats i gerres de ceràmica grisa monocroma, una nansa de situla i escòries, eines i una cubeta de ferro, que determinen l'explotació d'aquest material com activitat econòmica del poblat.
De fauna trobada al jaciment de Puig Castellar, en destaquen 633 restes òssies de porcs, bous, cabres, ovelles, porcs senglars i conills, que ens ajuden a determinar la fauna que hi havia en aquell moment a Sant Vicenç. Cal destacar també que s'han trobat restes malacològiques pertanyents a un mol·lusc Glycimeris glycimeris, possiblement recollides a la platja o objectes d'un petit comerç local.

### Edat Antiga
La majoria de les restes conservades corresponen als segles I i II de la nostra era, data referent a l'època romana. Al nucli antic de la vila s'hi han trobat restes disperses d'un assentament romà que responen a un possible establiment rural, segurament d'una vila. Entre les restes a més, cal fer esment de la troballa d'un forn romà i d'un centre de producció vinícola, del qual s'han pogut extreure unes àmfores.

### Edat mitjana
El lloc de Sant Vicenç, dins el terme del castell de Cervelló, s'anomenava antigament Garrosa (955), nom que ha de provenir d'un antropònim femení, segurament de la primera aprisió del lloc, a la fi del segle ix o a la primeria del x.
Aquest nom, que apareix el 959 en la forma Villagarrosa, caigué en desús a partir de l'any 1000, en benefici primer de “ipsos Ortos Chometales” (986), o Sant Vicenç “ad ipsos Ortos Chometales” si s'esmenta la parròquia, i després del topònim actual, Sant Vicenç dels Horts. Els Ortos Chometales, o Horts Comtals, eren un alou del comte de Barcelona que fou donat pel comte Ramon Borrell en el seu testament (1017) al monestir de Sant Cugat del Vallès. També es va fer servir el nom de "Sant Vicenç de Cervelló" (en el s. XV encara s'utilitzava aquest topònim en alguns documents).
La documentació més antiga, del segle x, es refereix a donacions de terres, vinyes, cases i corts al monestir de Sant Cugat o a l'església de Sant Miquel (Barcelona). Juntament amb les altres parròquies del terme del castell de Cervelló, la de Sant Vicenç va ser donada a la seu de Barcelona pel testament del comte Miró I de Barcelona, del 965. El lloc de Sant Vicenç seguí la sort dels altres pobles del terme del castell de Cervelló, que fou venut el 992 pel comte de Barcelona a Ènnec Bonfill, i fou posseït pels barons de Cervelló fins a l'any 1297, que Guerau VII de Cervelló el vengué al rei Jaume el Just. La baronia de Cervelló pervingué després als Pallars fins al 1374, que fou adquirida per la reina Elionor de Sicília, i el 1382, Guillem Ramon de Montcada i de Peralta intercanvià amb Pere II d'Urgell les baronies de Cervelló i les viles de Sant Vicenç dels Horts i Piera a canvi de la meitat de les baronies de Bunyol, Xiva i Xestalgar. El 1390 la baronia de Cervelló pervingué a la ciutat de Barcelona. El 1411 el cavaller Arnau de Ballester adquirí les baronies de Sant Vicenç dels Horts i Cervelló. Es casà amb Aldonça de Bellera i llur fill, Arnau Guillem de Bellera, fou baró de Sant Vicenç, de Cervelló i de Bellera. Posteriorment passà als Luna, als Ivorra, als Copons, als Pinós i als Sarriera.
Els primers edificis del poble (a part del castell, que no es conserva) són del segle xiv, com el molí dels frares, de l'any 1315. També és antiga la construcció de Can Pujador. L'església barroca de Sant Vicenç Màrtir és de començaments del segle xvii.
El castell de Sant Vicenç ja existia el 1344, quan s'hi refugià el dissortat rei Jaume III de Mallorca, perseguit per Pere el Cerimoniós, segons que explica la crònica d'aquest rei.
Segons el Manual de novells ardits, el 1594 partiren els consellers barcelonins cap a Sant Vicenç dels Horts, per prendre les postats (potestats) dels castells de Cervelló i de Sant Vicenç. El castell de Sant Vicenç devia ser la casa o palau que els barons de Cervelló i de Sant Vicenç posseïen a la vila. És probable que es tractés del gran casal, conegut posteriorment per Cal Perals, que va ser enderrocat el 1976. El casal tenia diverses arcades interiors i, a la façana, al pis baix, uns magnífics finestrals de pedra amb escultures del segle xvi (gràcies al Museu Municipal de Molins de Rei foren salvats de la destrucció dos d'aquests finestrals, un dels quals ha estat restaurat i adaptat a una de les dependències del museu), mentre que al pis alt hi havia una galeria plateresca, l'ornamentació de la qual era de guix. Al que era portal d'entrada en el moment de la destrucció, hi havia gravat a la llinda, a més d'uns signes religiosos, el nom de "Joan Triter" i l'any 1533.

### Edat moderna
La decadència de la baronia es palesa a partir del segle xv. Poc després de la Guerra dels Segadors (1640-52) les relacions locals amb la baronia reprenen la seva normalitat i fins i tot hi ha mostres de bona harmonia amb la celebració de l'acte festiu del 22 de juliol de 1664, on es té constància ja del ball típic vicentí conegut com La disfressada de Sant Vicenç dels Horts a l'ermita de Sant Antoni, bastida justament sobre les ruïnes del castell, del cim de Montpedrós.
El declivi senyorial s'accelerà amb els decrets de Nova Planta (1716), dictats per Felip V d'Espanya. La repressió que seguí a la guerra de Successió (1701-14) fou brutal en tot el territori català. La llengua catalana fou bandejada de les institucions i alguns caps de la resistència perseguits i executats. Prova local d'aquesta repressió és l'enderrocament del Castell Vell de Cervelló per part de les tropes castellanes el 1716, tanmateix els borbons endegaren la construcció del pont sobre el Llobregat per ordre del rei Carles III d'Espanya.

### Edat contemporània
La cruenta guerra del Francès sacsejà la població de Sant Vicenç. Al final del 1808, arran de la important batalla de Molins de Rei, Sant Vicenç fou escenari d'una maniobra francesa d'encerclament que donà com a resultat el control del pont de Molins de Rei i de la línia del Llobregat, amb la qual els francesos s'asseguraren el control sobre bona part de Catalunya. A partir del 1809 la resistència del Baix Llobregat prengué forma de guerrilla.
Després de la Revolució de Setembre del 1868 es produeixen canvis polítics que són fruit de la implantació del sufragi universal masculí, substitutiu del tradicional vot censatari.
El 1876, en un immoble de l'actual carrer de Mn. Josep Duran, s'instal·là el comú de la vila. No obstant això, la representativitat popular a l'ajuntament encara trigaria anys a ser factible.
Durant els primers anys del segle xx, aquest poble va patir la primera gran onada de gent barcelonina rica que hi construïa les seves cases. En aquell moment els estils que van ser projectats pels arquitectes eren el modernisme i el noucentisme que va fer que s'aixequessin molts edificis com: Can Comamala, Can Roca, Can Trian, Societat La Vicentina, Centre Catòlic...
El 15 d'abril de 1931, coneguts els fets de la plaça de Sant Jaume on Macià proclamà la República Catalana dins la Federació de Repúbliques Ibèriques, s'organitzà una assemblea i es formà un comitè revolucionari encarregat de pressionar el consistori per a la proclamació de la República, fet que encara no s'havia produït formalment a la vila.
La Guerra Civil espanyola de 1936-1939 es desenvolupà a la població segons la tònica general del conflicte. El 1937 el municipi de Sant Vicenç dels Horts canvià el seu nom pel d'Horts del Llobregat. El 1939, el govern municipal va ser ocupat per una comissió gestora que dugué a terme una forta repressió contra els vençuts.
A partir dels anys 60 hi va haver una gran onada migratòria d'espanyols que va fer augmentar molt la població del municipi. Va passar de 3.711 a 15.048 habitants. Aquestes onades van afavorir l'especulació i la urbanització de les zones de muntanya, i van desenvolupar la formació de nou barris d'autoconstrucció, el primer dels quals va ser el de Sant Antoni. Posteriorment es van crear les associacions de Sant Josep, el 1961, i de la Guàrdia, el 1968, totes dues a més proveïdes d'una secció recreativa i esportiva i d'un equip de futbol.
Paral·lelament es van edificar les primeres construccions de tipus vertical (Grup Llinàs, La Vinyala, Can Ros) que conformen el nucli urbà actual.
A final de la dècada dels anys setanta hi va haver un canvi de la societat quant a democratització es refereix: l'any 1979 es van convocar les primeres eleccions municipals democràtiques, i amb els nous ajuntaments, es van començar a pal·liar les deficiències, tant culturals com urbanístiques, que hi havia al poble durant el temps de la dictadura franquista.
Unes de les millores dutes a terme van ser la inauguració de la Casa de Cultura, la primera Mostra Comercial i Agrícola o el naixement de Ràdio Sant Vicenç l'any 1982. Cal mencionar a més, que l'elaboració del PERI de Sant Josep, va guanyar el Premi Nacional d'Urbanisme l'any 1980.
A cavall entre les últimes dècades del segle xx i les primeres del segle xxi, destaquem la creació del parc del Pi Gros, declarat d'interès local, i la creació de noves zones industrials com ara el Molí dels Frares. La comunicació entre els pobles de la comarca va millorar amb la construcció de l'autovia del Baix Llobregat, l'ampliació de la doble via dels FGC, l'entrada en funcionament del nou baixador de Quatre Camins, etc. Actualment, s'han instal·lat entre d'altres, un centre comercial, un hospital i un tanatori.

## Geografia
- Llista de topònims de Sant Vicenç dels Horts (Orografia: muntanyes, serres, collades, indrets..; hidrografia: rius, fonts...; edificis: cases, masies, esglésies, etc).

Sant Vicenç dels Horts és un municipi de la comarca del Baix Llobregat a 16,9 km de la Ciutat Comtal. Forma part de l'àrea metropolitana de Barcelona. És a la riba dreta del Llobregat, el seu terme limita al sud amb els municipis de Santa Coloma de Cervelló, al nord amb Pallejà, a l'est amb Sant Feliu de Llobregat i Molins de Rei (una mica més al nord), al sud-oest amb Torrelles de Llobregat i a l'oest amb Cervelló.
| La Palma de Cervelló   | Pallejà                  | Molins de Rei           |
| Cervelló               |                          | Sant Feliu de Llobregat |
| Torrelles de Llobregat | Santa Coloma de Cervelló |                         |

### Clima
Sant Vicenç dels Horts té un clima mediterrani. Els hiverns són curts, frescos i relativament humits amb possibilitats de glaçar. Als mesos d'hivern les temperatures ronden els 6 °C; i els mesos d'estiu són calorós i secs, la qual cosa provoca la sequera estival pròpia del clima mediterrani. A l'àmbit de les muntanyes, emmarcades dins les Serres de l'Ordal, les oscil·lacions tèrmiques diàries entre el dia i la nit són més acusades a causa d'una situació topogràfica més elevada, mentre que a la vall del Llobregat i lleres de les rieres principals són més suaus. Pel que fa al règim de precipitacions, és molt semblant al que es registra a tota la façana mediterrània de Catalunya. Els màxims pluviomètrics es produeixen a la primavera i especialment a la tardor, mentre que els mínims són a l'estiu. El règim de vents més freqüent de la zona és el garbí que ve reescalfat del sud-oest.
Els espais naturals de Sant Vicenç dels Horts estan emmarcats dins del parc forestal de Montbaig-Montpedrós (en l'àmbit muntanyenc) i dins del parc agrari del Llobregat (en l'àmbit fluvial).

### Geologia
El municipi vicentí comprèn una zona plana, propera al riu Llobregat, i una major extensió accidentada pels massissos de Garraf-Ordal, on limita de ponent amb Cervelló passant pel Puig Castellar (189 metres), pel Puig Perdiguer i pel turó de les canals (257 metres) i enfilant-se pel Puig de Rocabruna (301 metres)i pel Montpedrós (350 metres), lloc on hi ha les restes del Castellnou de Cervelló i l'ermita de Sant Antoni. Aquestes dues zones tenen un interès geològic singular i excepcional, ja que presenten un gran valor estratigràfic, sedimentològic, paleontològic, geomorfològic i paisatgístic, accentuades per una dificultat de trobar àrees properes amb característiques similars. De fet, l'interès com a registre geològic és màxim, atès que no existeix cap altra àrea a Catalunya amb un registre cronoestratigràfic tan ampli dels períodes Silurià i Devonià.
Als turons situats al nord-oest de la població de Sant Vicenç dels Horts, junt amb els del sud de Cervelló, aflora el que es considera la successió més representativa del paleozoic de les serralades costaneres catalanes; formada per roques, poc afectades pels processos de metamorfisme, de l'era paleozoica dels períodes Silurià i Devonià (de 430 Ma fins a 394 Ma). Les sèries estratigràfiques aflorants en aquest sector constitueixen una entitat pròpia denominada seqüència de Cervelló: es tracta d'un registre geològic que il·lustra aspectes de gran importància que ajuden a conèixer l'evolució geològica d'aquest sector de la serralada herciniana.
En aquesta seqüència s'hi diferencien diverses representacions litològiques o tipus de roques com les litologies quaternàries de formació més recent, que ocupen la zona del riu Llobregat o materials més antics que afloren a les Muntanyes i que són pertanyents a litologies Cambrio-Ordovicianes (gresos, calcàries, quarsites), i a litologies Silurodevonianes, com la pissara. Tot plegat representa una extrema homogeneïtat derivada d'uns processos de sedimentació oceànics molt prolongats en el temps (més de 40 milions d'anys), l'origen dels quals cal buscar en els antics oceans com l'Oceà Rètic, al nord del continent africà.

### Hidrologia
Les artèries fluvials principals són la riera de Cervelló, a tramuntana, i la de Torrelles, a migdia (que prop del pont de la carretera que la creua conserva les pilastres de ferro d'una passera del segle xix). Ambdues, de curs i cabal irregulars, desemboquen al Llobregat dins el terme i es caracteritzen per una aportació anual molt baixa d'aigua (<40hm3), un elevat índex d'estiatge i variabilitat del cabal de(> 0,8); i per tractar-se d'aigües alcalines amb una elevada conductivitat, amb un pH lleugerament bàsic, una baixa concentració d'amoni i una gran quantitat d'oxigen dissolt que li dona una bona qualitat.
Per una altra banda, la plana del Llobregat, és regada pel canal de la Dreta del Llobregat, les aigües del qual són elevades per un assut anomenat la Resclosa.
I en la part accidentada hi ha algunes fonts, com la del Saltador, a la riera de Torrelles, i la de Sant Josep, prop del torrent de la Parellada.

### Ecologia
El terme de Sant Vicenç dels Horts està dividit en dues unitats de paisatge o geosistemes, que corresponen als dos dominis de vegetació mediterrània. D'una banda les terrasses del Llobregat, que corresponen a la zona de domini potencial de l'albereda litoral, i de l'altra la resta del terme municipal, que s'enfila per la part de la muntanya i correspon al domini potencial de l'alzinar litoral. A contunuacio trobaras dos pins comuns en aquest municipi:
- Pi blanc.
- Pi pinyer.

Quant a la fauna, cada vegada més reduïda per la caça, hi habiten guineus, porcs senglars, ratpenats, conills, serps, perdius... i segons l'índex IBMWC 131 famílies de macroinvertebrats en el riu.
Cal fer esment també, que en els turons del municipi s'han trobat diferents jaciments paleontològics de gran interès bioestratigràfic, com l'ullal de 35 cm de circumferència i dos metres de longitud d'un exemplar de mamut (Mammuthus primigenius), fòssils del paleozoic de Catalànids situats entre la riera de Cervelló i la població de Sant Vicenç dels Horts o com els nombrosos afloraments en les llicorelles que han permès reconèixer diferents estatges i biozones dins del silurià superior. El jaciment de Molí dels Frares és ric en graptolits. La petita dimensió de les espècies que es troben permet recollir ne biozones cyphus del Llandoverià, tumescens del Ludlowià i gregarius.

## Transport

### Xarxa de carreteres
És pròxim a una important xarxa viària: la BV-2002 que comunica el municipi amb Sant Boi de Llobregat; l'N-340, que enllaça amb Quatre Camins cap a l'AP-2 i l'Autovia del Baix Llobregat (A-2).

### Transport públic

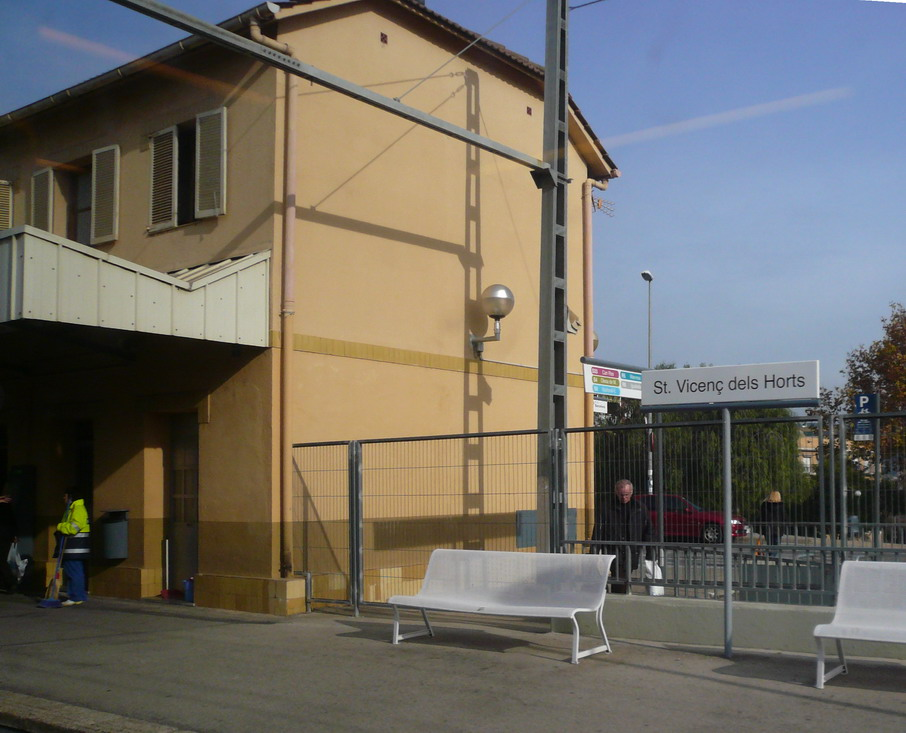
Estació de Sant Vicenç dels Horts

#### Tren
Hi ha tres estacions de ferrocarril (FGC) de la línia Llobregat-Anoia:
- Sant Vicenç
- Can Ros
- Quatre Camins

Els serveis de tren que fan parada en aquestes estaciós son el S8 (Martorell-Enllaç), el S3 (Can Ros), el S4 (Olesa de Montserrat), l'S9 (Quatre Camins), l'R5/R50 (Manresa) i l'R6/R60 (Igualada).

#### Autobús
Els autobusos interurbans són el L61, que connecta Plaça Francesc Macià (Barcelona) amb Sant Vicenç, passant per les poblacions de Santa Coloma de Cervelló, Sant Boi de Llobregat, Molins de Rei, Sant Feliu de Llobregat i Sant Just Desvern. El L60 que permet anar des de la població vicentina fins al nou hospital de Sant Joan Despí-TV3, passant per Sant Feliu de Llobregat, Molins de Rei i Sant Just d'Esvern i el L62 que proporciona comunicació des de Torrelles de Llobregat fins a Collblanc (inici-final).
Finalment, l'autobús N51 (Barcelona - Esparreguera amb sortida de Barcelona a les 00:29 i 3:07) i l'autobús N41 (Barcelona - Sant Sadurní d'Anoia amb sortida de Barcelona a les 1:16 i 4:07) del servei de NitBus té dues parades a Sant Vicenç: a les proximitats de les cavallerisses Panadès i del CEIP Juncadella.
El municipi també disposa d'un servei d'autobús urbà, el SantviBus amb les següents línies: L1 (Sant Josep), L14 (I.E.S Gabriela Mistral, L2 (Font del Llargarut), L20 (I.E.S Gabriela Mistral - I.E.S Frederic Mompou), L25(I.E.S Frederic Mompou), L3 (Sant Roc), L4 (Serral - Turó), L5 (La Guàrdia - Can Costa), L6 (Sant Antoni - Sector V), L7 (Sant Josep - La Guàrdia). Mapa
També hi han parades de taxis properes a l'Ajuntament i s'hi aturen les línies provinents de Corbera, Vallirana o Avinyó Nou a les parades de bus de l'N-340 (Quatre Camins)

## Administració
| Període     | Alcalde o alcaldessa                                               | Partit polític   | Data de possessió | Observacions |
| ----------- | ------------------------------------------------------------------ | ---------------- | ----------------- | ------------ |
| 1979–1983   | Pere Cuyàs i Font                                                  | Logotip del PSUC | 19/04/1979        | --           |
| 1983–1987   | Francisco Visiedo                                                  | Logotip del PSC  | 28/05/1983        | --           |
| 1987–1991   | Adolfo Soriano                                                     | Logotip del PSC  | 30/06/1987        | --           |
| 1991–1995   | Ricard Pérez Miró                                                  | Logotip de ICV   | 15/06/1991        | --           |
| 1995–1999   | Ricard Pérez Miró                                                  | Logotip de ICV   | 17/06/1995        | --           |
| 1999–2003   | Ricard Pérez Miró                                                  | Logotip de ICV   | 03/07/1999        | --           |
| 2003–2007   | Amparo Piqueras Manzano                                            | Logotip del PSC  | 14/06/2003        | --           |
| 2007–2011   | Amparo Piqueras Manzano                                            | Logotip del PSC  | 16/06/2007        | --           |
| 2011–2015   | Oriol Junqueras i Vies                                             | Logotip de ERC   | 11/06/2011        | --           |
| 2015–2019   | Oriol Junqueras i Vies (2015) a Maite Aymerich i Boltà (2015-2019) | Logotip de ERC   | 13/06/2015        | --           |
| 2019-2023   | Miguel Comino Haro                                                 | Logotip del PSC  | 15/06/2019        | --           |
| Des de 2023 | Miguel Comino Haro                                                 | Logotip del PSC  | 17/06/2023        | --           |

## Política[calcitació]
L'Ajuntament de Sant Vicenç dels Horts ha estat governat per Amparo Piqueras (PSC) des de les eleccions del 2003, on va desbancar a ICV, que havia governat durant 14 anys seguits, fins a les eleccions de 2011. Les votacions del 2007 van donar un 42,72% de vots al PSC. El segon partit més votat va passar a ser ERC, mentre que CIU confirmava els nombres de 2003. En les eleccions del 22 de maig de 2011, el PSC va tornar a ser la més votada, i el partit va obtenir 7 escons, però per pactes entre altres partits, l'alcadia passà a mans d'Oriol Junqueras, el president d'ERC, va ser l'alcalde de Sant Vicenç dels Horts gràcies a un govern conjunt amb els partits ERC, ICV-EUiA i CiU. Les eleccions municipals de maig 2015 van donar una àmplia victòria a Oriol Junqueras, que es va tornar a fer amb l'alcaldia i va ser nomenat novament Alcalde de Sant Vicenç, gràcies a un pacte amb el nou grup municipal de SVH Sí Puede. Però el desembre de 2015, va renunciar a l'Alcaldia, i aquesta va ser assumida per Maite Aymerich Boltà.
Les eleccions del 26 de maig de 2019 donen la victòria al PSC - Sant Vicenç en Positiu, esdevenint Miguel Comino Haro el nou alcalde de Sant Vicenç dels Horts. El grup municipal del PSC - Sant Vicenç en Positiu compta amb un total de 8 regidors i regidores.

### Organització municipal
- 2019-2023

| Departament | Representant      | Partit polític               |
| --- | ----------------- | ---------------------------- |
| Alcaldia, Organització i Relacions Institucionals | Miguel Comino     | PSC - Sant Vicenç en Positiu |
| 1a Tinenta d'alcaldia, Espai Públic i Serveis Municipals, Serveis Socials, Gent Gran, Regidora de Sant Antoni i de La Vinyala – Poble Nou | Mireia Vergés     | PSC - Sant Vicenç en Positiu |
| 2n Tinent d'alcaldia, Urbanisme, Projectes i Obres Públiques, Cultura, Mobilitat i Transport públic, Solidaritat, Cooperació i Voluntariat, Regidor de Sant Roc, La Font del Llargarut i Vila Vella                                                         | Isidre Bautista   | PSC - Sant Vicenç en Positiu |
| 3a Tinenta d'alcaldia, Promoció de la Ciutat i Turisme, Memòria històrica, Atenció a les entitats, Participació Ciutadana i Convivència, Adjunta a Cultura, Regidora de Can Ros i El Serral                                                                 | Paqui Capellades  | PSC - Sant Vicenç en Positiu |
| 4t Tinent d'alcaldia, Regidories de barri, Recursos Humans, Seguretat Ciutadana, Protecció Civil, Accessibilitat universal, Regidor de La Guàrdia i el Llinàs                                                                                               | Juan Ramón Torres | PSC - Sant Vicenç en Positiu |
| 5a Tinenta d'alcaldia, Feminisme, LGTBI, Joventut i Infància, Habitatge social, Medi Ambient, Sostenibilitat i Espai Natural, Consum, Salut, Regidora de Can Sàbat i El Turó                                                                                | Maria Peláez      | PSC - Sant Vicenç en Positiu |
| 6è Tinent d'alcaldia, Portaveu del Govern, Economia i Hisenda, Indústria, Comerç, Agricultura, Emprenedoria, Promoció i foment de l'ocupació, Autorització i control d'activitats econòmiques, Esports i Promoció d'hàbits saludables, Regidor de Can Costa | Xavier Gómez      | PSC - Sant Vicenç en Positiu |
| 7a Tinenta d'alcaldia, Educació, Comunicació, Secretaria General, Gestió Administrativa i Assessoria Jurídica, Sistemes d'informació i Noves Tecnologies, SIAC, SIAE, Regidora de Sant Josep                                                                | Patricia Higueras | PSC - Sant Vicenç en Positiu |

- 2015-2019

| Departament | Representant              | Partit polític       |
| --- | ------------------------- | -------------------- |
| Alcaldia | Maite Aymerich Boltà      | (Junts x SVH-ERC-AM) |
| Primer Tinent d'Alcalde, Departaments d'Economia i Hisenda, Organització i Recursos Humans                                            | Manolo Ortega González    | (Junts x SVH-ERC-AM) |
| Segona Tinenta d'Alcalde, Departament de Serveis Socials, Nova Ciutadania                                                             | Georgina González García  | (SVH Sí Puede)       |
| Portaveu del govern, Departaments de Sistemes d'Informació i Tecnologia, Imatge i Comunicació, Participació, Ciutadania i Convivència | Arnau Mata de Casademunt  | (Junts x SVH-ERC-AM) |
| Departaments de Cultura, Educació, Solidaritat, Cooperació i Voluntariat                                                              | Miguel Ángel Camacho      | (Junts x SVH-ERC-AM) |
| Departaments d'Igualtat, Urbanisme, Obres, Projectes i Activitats                                                                     | Yolanda Artigas i Barber  | (Junts x SVH-ERC-AM) |
| Departaments de Serveis Generals, Salut i Consum                                                                                      | Fran Infante Sánchez      | (Junts x SVH-ERC-AM) |
| Departaments de Mobilitat i Senyalització, Seguretat Pública, Protecció Civil i Transports                                            | Marta Sugrañes i Marill   | (Junts x SVH-ERC-AM) |
| Departaments d'Habitatge i Medi Ambient                                                                                               | Alejandro Aparicio Artifo | (SVH Sí Puede)       |
| Departaments d'Ocupació, Formació Ocupacional i indústria, Emprenedoria, Comerç i Fires i Agricultura                                 | Paco Rodríguez i Garzón   | (Junts x SVH-ERC-AM) |
| Departaments d'Esports, Joventut, Infància i Gent Gran                                                                                | Paloma Tevar Poyato       | (Junts x SVH-ERC-AM) |

- 2011-2015

| Departament                                                                           | Representant              | Partit polític |
| ------------------------------------------------------------------------------------- | ------------------------- | -------------- |
| Alcaldia                                                                              | Oriol Junqueras i Vies    | (ERC)          |
| Departaments de Cultura, Oficina Atenció Ciutadana i Imatge i Comunicació             | Imma Prats i Salvans      | (ERC)          |
| Departament de Recursos Humans                                                        | Luís Ricardo i Trigo      | (ERC)          |
| Departaments de Medi Ambient i Sostenibilitat, Serveis i Participació                 | Petri Garcia Muñoz        | (ICV-EUiA)     |
| Departaments d'Habitatge, Joventut i Infància                                         | Jordi Gil Dorado          | (ICV-EUiA)     |
| Departaments de Sistemes d'informació, Serveis Socials, Hisenda i Tecnologies         | Miquel Font Sagristà      | (CIU)          |
| Departaments d'Esports, Organització, Administració i Economia                        | Jordi Soto i Urpina       | (ERC)          |
| Departaments de Igualtat, Seguretat Pública i Protecció Civil                         | Marta Sugrañes i Marill   | (ERC)          |
| Departaments de Comerç, Promoció econòmica, Ocupació i Indústria                      | Josep Sagristà i Cartañà  | (ERC)          |
| Departaments de Sanitat i Salut Pública, Solidaritat i Cooperació, Educació, i Consum | M. Mercé Andreu i Cardús  | (ICV-EUiA)     |
| Departaments de Nova immigració, Gent gran i Relacions institucionals                 | Caterina Mestres Guasch   | (CIU)          |
| Departaments d'Urbanisme, Agricultura, Mobilitat i Senyalització                      | Jaume Casanovas Rodríguez | (CIU)          |

- 2003 - 2011

| Departament                                                                                                   | Representant                      | Partit polític |
| --- | --------------------------------- | -------------- |
| Alcaldia | Amparo Piqueras Manzano           | (PSC)          |
| Departaments de Promoció Econòmica, Oficina Atenció Ciutadana, Societat del Coneixement, Imatge i Comunicació | Carlos Gómez Álvarez              | (PSC)          |
| Departament d'Economia                                                                                        | Pedro Meroño Quesada              | (PSC)          |
| Departaments de Cultura i Educació                                                                            | Pepi López López                  | (PSC)          |
| Departaments de Ciutadania, Joventut i Infància                                                               | Miguel Comino Haro                | (PSC)          |
| Departaments de Recursos Humans i Organització                                                                | Carlos Cháfer Castilla            | (PSC)          |
| Departaments de Política Territorial, Medi Ambient, Serveis i Activitats                                      | Sílvia Ramírez Giménez            | (PSC)          |
| Departament d'Esports                                                                                         | Juan Cañadillas Reina             | (PSC)          |
| Departaments de Serveis Socials i Salut Pública                                                               | Iván Jiménez Perelló              | (PSC)          |
| Departaments de Seguretat Ciutadana, Mobilitat I Protecció Civil                                              | Maria del Carmen Soffiati Requena | (PSC)          |

### Eleccions
- Eleccions al Parlament Europeu. 2009

-Electors: 20.412 -Participació(%): 35,5
- Eleccions al Parlament de Catalunya. 2010

-Electors: 20.575 -Participació(%): 54,6
- Eleccions municipals. 2011

-Total de votants: 11.407 (55,16%) -Abstenció: 9.274 (44,84%) -Vots en blanc: 400 (3,54%) -Vots nuls: 117 (1,03%)
- Eleccions al Senat. 2011

-Total de votants: 13.368 (64,49%) -Abstenció: 7.361 (35,51%) -Vots en blanc: 770 (6,02%) -Vots nuls: 570 (4,26%)
- Eleccions al Congrés dels Diputats. 2011

-Total de votants: 13.446 (64,87%) -Abstenció: 7.283 (35,13%) -Vots en blanc: 236 (1,78%) -Vots nuls: 175 (1,03%)

### Eleccions al Parlament de Catalunya del 2012
| Candidatura | Candidatura   | Cap de llista          | Vots   | Regidors | % vots |
| ----------- | ------------- | ---------------------- | ------ | -------- | ------ |
|             | ERC           | Oriol Junqueras        | 3.197  |          | 23,48  |
|             | PSC           | Pere Navarro           | 2.533  |          | 18,6   |
|             | PPC           | Alicia Sánchez-Camacho | 1.859  |          | 13,65  |
|             | CiU           | Artur Mas              | 1.781  |          | 13,08  |
|             | C's           | Albert Rivera          | 1.526  |          | 11,2   |
|             | ICV-EUiA      | Joan Herrera           | 1.462  |          | 10,73  |
|             | CUP           | David Fernàndez        | 216    |          | 1,58   |
|             | Altres        |                        | 829    |          | 7,68   |
|             | Vots en blanc |                        | 211    |          | 1,54   |
| Total       | Total         | 13.737                 | 13.737 |          |        |

## Economia

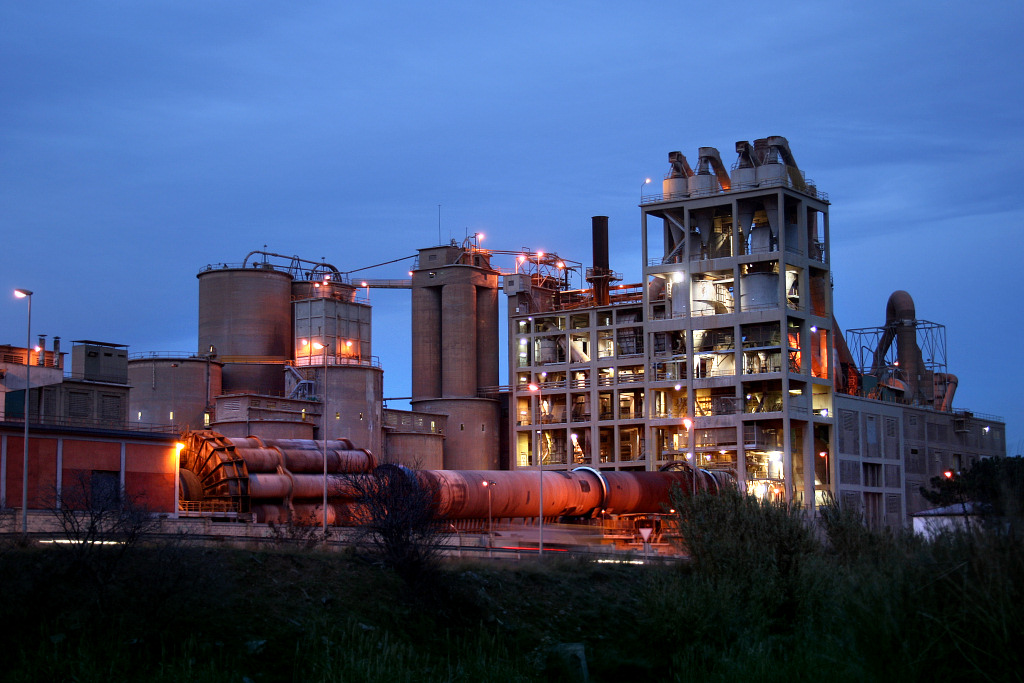
Fàbrica de Ciments Molins a Sant Vicenç dels Horts

L'economia es basava en els conreus de regadiu, però, a causa de l'avanç de la urbanització, ha estat substituït pel sector de serveis (indústria i comerç).
Els principals rams industrials són el del metall, arts gràfiques, materials per a la construcció (ciment), paper i cartó, químic, alimentació, de la fusta i de material elèctric. També té certa importància el sector de la construcció. La indústria s'ha anat instal·lant als sectors industrials de Sant Antoni, de la Barruana, de Quatre Camins, de la Bofarull, el Sector 91 i altres de creació més nova com els sectors de Can Coll, les Fallulles i el Molí dels Frares.
Una empresa capdavantera és Ciments Molins, fundada el 9 de febrer de 1928, per Joan Molins i Parera, que va donar continuïtat a les explotacions de pedreres i la fabricació de calç i ciment natural situades a Pallejà, Vallirana i Sant Vicenç dels Horts i va impulsar la fabricació de ciment d'aluminat de calci, segons la patent adquirida a Lafarge.
Sant Vicenç té segons l'idescat de l'any 2006 un producte interior brut de 681,4 milions d'euros en total, amb una mitjana de 25,2 milers d'euros per habitant i, per tant, una mitjana inferior a la del Baix Llobregat, i un índex per habitant de 92,2% enfront del 100,0% de Catalunya.

## Demografia
Les primeres dades sobre la població vicentina apareixen en el fogatge del 1553, segons el qual Sant Vicenç tenia 56 focs. Dels 426 habitants que hi havia el 1718, al llarg d'aquest segle i del següent augmentaren fins a 1.732 el 1860. El 1900 hi havia 1.809 habitants, el 1936 n'hi havia 3.112 i el 1950, 3.295. El creixement demogràfic fort, produït per la immigració, ja que Sant Vicenç va ser un dels municipis en rebre amb més força l'impacte immigratori al Baix Llobregat, s'esdevingué principalment entre el 1960 i el 1970 (hi havia respectivament 5.750 h i 14.509 h). La immigració va continuar encara durant el decenni dels setanta fins a assolir 19.975 h el 1981. La població immigrada arribà a constituir, aproximadament, un 60% de la població.
Els anys vuitanta van significar un període d'estancament demogràfic (el 1991 hi havia 20.836 habitants), però a la segona meitat dels noranta ja es podia apreciar una represa de la població i, així, el 2000 s'arribava als 24.439 habitants.
| 1497 f | 1515 f | 1553 f | 1717 | 1787  | 1857  | 1877  | 1887  | 1900  | 1910  |
| ------ | ------ | ------ | ---- | ----- | ----- | ----- | ----- | ----- | ----- |
| 56     | 56     | 56     | 426  | 1.208 | 1.777 | 1.788 | 1.745 | 1.809 | 1.888 |

| 1920  | 1930  | 1940  | 1950  | 1960  | 1970   | 1981   | 1990   | 1992   | 1994   |
| ----- | ----- | ----- | ----- | ----- | ------ | ------ | ------ | ------ | ------ |
| 1.935 | 2.919 | 2.906 | 3.295 | 5.750 | 14.509 | 19.975 | 21.107 | 21.198 | 21.198 |

| 1996   | 1998   | 2000   | 2002   | 2004   | 2006   | 2008   | 2010   | 2012   | 2014   |
| ------ | ------ | ------ | ------ | ------ | ------ | ------ | ------ | ------ | ------ |
| 22.621 | 23.504 | 24.438 | 25.294 | 26.477 | 27.019 | 27.461 | 28.024 | 28.084 | 28.103 |

| 2016   | 2018   | 2020   | 2022   | 2024   | 2026 | 2028 | 2030 | 2032 | 2034 |
| ------ | ------ | ------ | ------ | ------ | ---- | ---- | ---- | ---- | ---- |
| 27.961 | 27.901 | 28.268 | 28.079 | 28.568 | -    | -    | -    | -    | -    |

| Població per sexe (2011) | Població per grups d'edat (2011) | Població per lloc de naixement (2011) | Població en relació amb l'activitat econòmica (2001) |
| ------------------------ | -------------------------------- | ------------------------------------- | ---------------------------------------------------- |
| Homes: 14.135            | De 0 a 14 anys: 4.903            | Catalunya: 18.355                     | Població ocupada: 11.422                             |
| Dones: 14.002            | De 15 a 64 anys: 19.304          | Resta d'Espanya: 6.951                | Població desocupada: 1.226                           |
| Total: 28.137            | De 65 a 84 anys: 3.507           | Estranger: 2.831                      | Població activa: 12.648                              |
| _                        | De 85 anys i més: 423            | Total: 28.137                         | Població inactiva: 11.921                            |
| _                        | Total: 28.137                    | _                                     | Població de 16 anys i més: 20.195                    |

## Cultura
Sant Vicenç dels Horts és un municipi ric culturalment i amb un patrimoni que reflecteix l'evolució d'aquest.
Té dos grans manifestacions festives que es presenten durant els mesos de gener i juliol, La Festa Major d'Hivern i la d'Estiu.
Sant Vicenç dels Horts a més va ser ciutat gegantera el 2008. En aquesta celebració hi han una parella de gegants, anomenats Vicenç i Coloma. També existeix la Colla de Diables Angels Diabòlics, que fa vint anys que va cremant pels carrers del poble, juntament amb la bèstia de foc, el gran Mamut Venux. A més, destaca la Cavalcada de Reis que se celebra des de 1896 i va ser de les primeres que es van celebrar a Catalunya.
Jaciments arqueològics
- Restes d'enterraments per inhumació aïllats i sepulcres de fossa situats a Quatre Camins i utilitzats durant el Neolític mitjà-recent (3500 aC - 2500 aC).
- Restes d'un poblat ibèric, de sitges, de centres d'explotació agrícola i de representació gràfica sobre pedra al Puig Castellar, datat el 650 aC (edat del ferro).
- Restes de sitges isolades datades a l'edat del ferro ibèric, entre el 650 aC i el 50 aC i situades a Sant Roc.
- Restes d'habitatges d'època romana (218 aC - 476 dC) situades al C/Barcelona i a les places Sant Jordi i Catalunya.
- Restes d'enterraments aïllats per inhumació datades entre el 218 aC i el 476 dC i situades al C/Ribot.
- Restes d'un pont romà datat el 218 aC i situat al riu Llobregat entre Molins i Sant Vicenç.
- Restes de centres de producció i explotació agrícola d'època alt imperial romana als carrers del Riu, Antoni Gaudí, Mossèn Josep Duran, Sant Miquel i La Vicentina.
- Restes d'una necròpolis d'època alt imperial romana (14 dC - 192 dC), d'habitatges medievals (988 dC - 1492 dC) i d'un centre de producció/explotació agrícola i ceramista d'època moderna al C/Francesc Moragas.
- Restes d'estris d'agricultura i ramaderia datades a l'època Antiga entre els anys 218 aC i 476 dC; a l'època Medieval, datades entre els anys 1150 dC i 1492 dC; i a l'època Moderna, datades entre els anys 1453 dC i 1789 dC) al C/Rafael de Casanova.
- Restes d'un centre de producció ceramista i agrícola, d'una premsa de vi i d'habitatges, datats en època medieval (1150 dC - 1492 dC) i situats al mercat vell i a l'antic forn de pa.
- Ermita de Sant Antoni, restes del castell medieval del Castellnou de Cervelló, l'habitacle de l'ermità, restes de la torre de guaita de la Torratxa i restes ibèriques emplaçat tot al Montpedrós (350 m alt) que evidencien la importància estratègica que havia tingut aquest lloc en el passat.

Museus
- El museu romà, emplaçat a la biblioteca de les Voltes, es tracta d'un forn romà museïtzat en el qual s'expliquen i es mostren les àmfores de vi i la seva producció, entre altres activitats.
- Museu d'Art Matern, Museu de la Maternitat en tota la seva basant que recull materials diversos (pintures, escultures, segells, medalles, fotografies, escrits, etc.). Des de l'any 2007 està a la població de Guimerà.[15]
- L'arxiu històric municipal: que compta amb un abast cronològic d'entre els segles xvi i XX.

Arquitectures

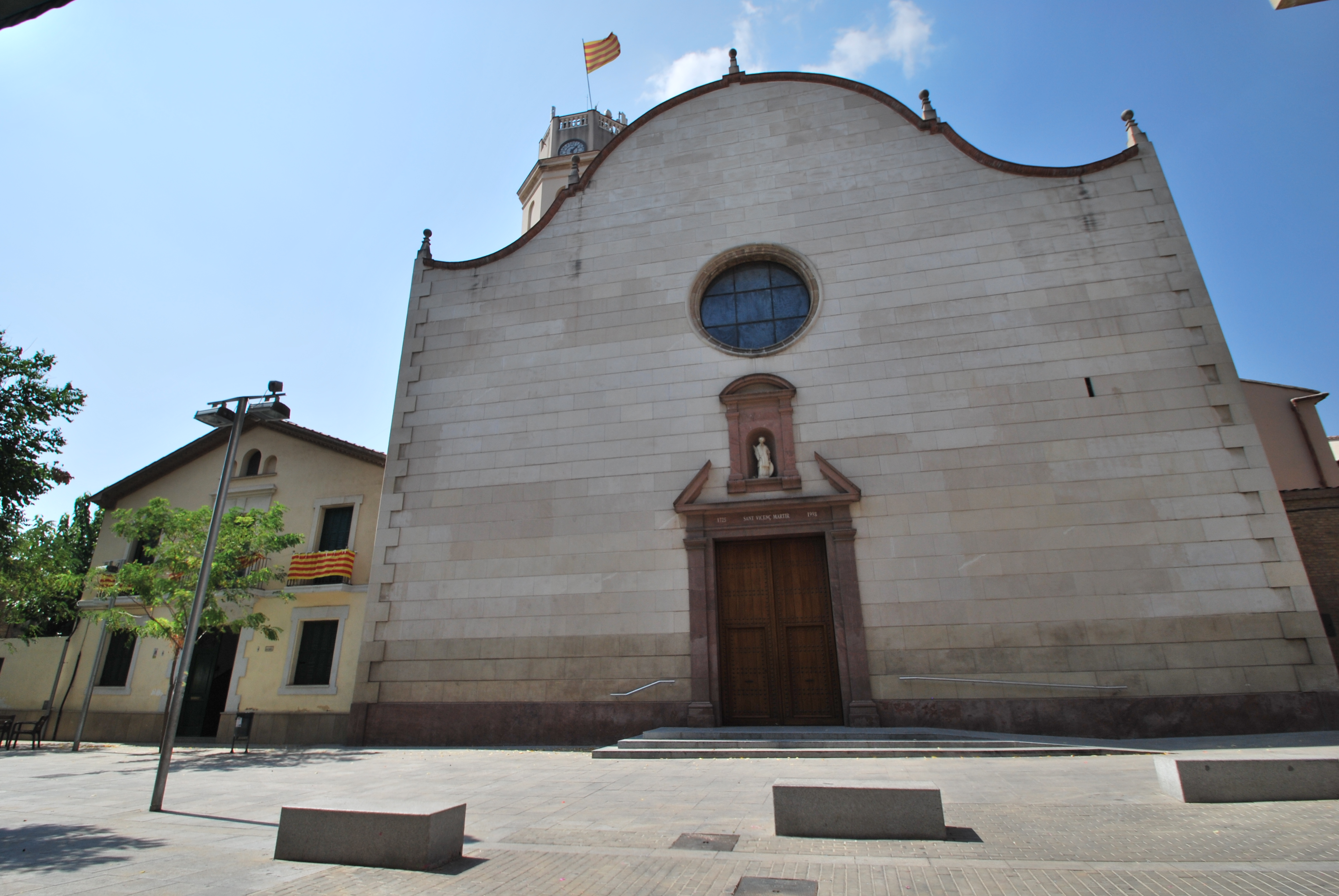
Església de Sant Vicenç Màrtir

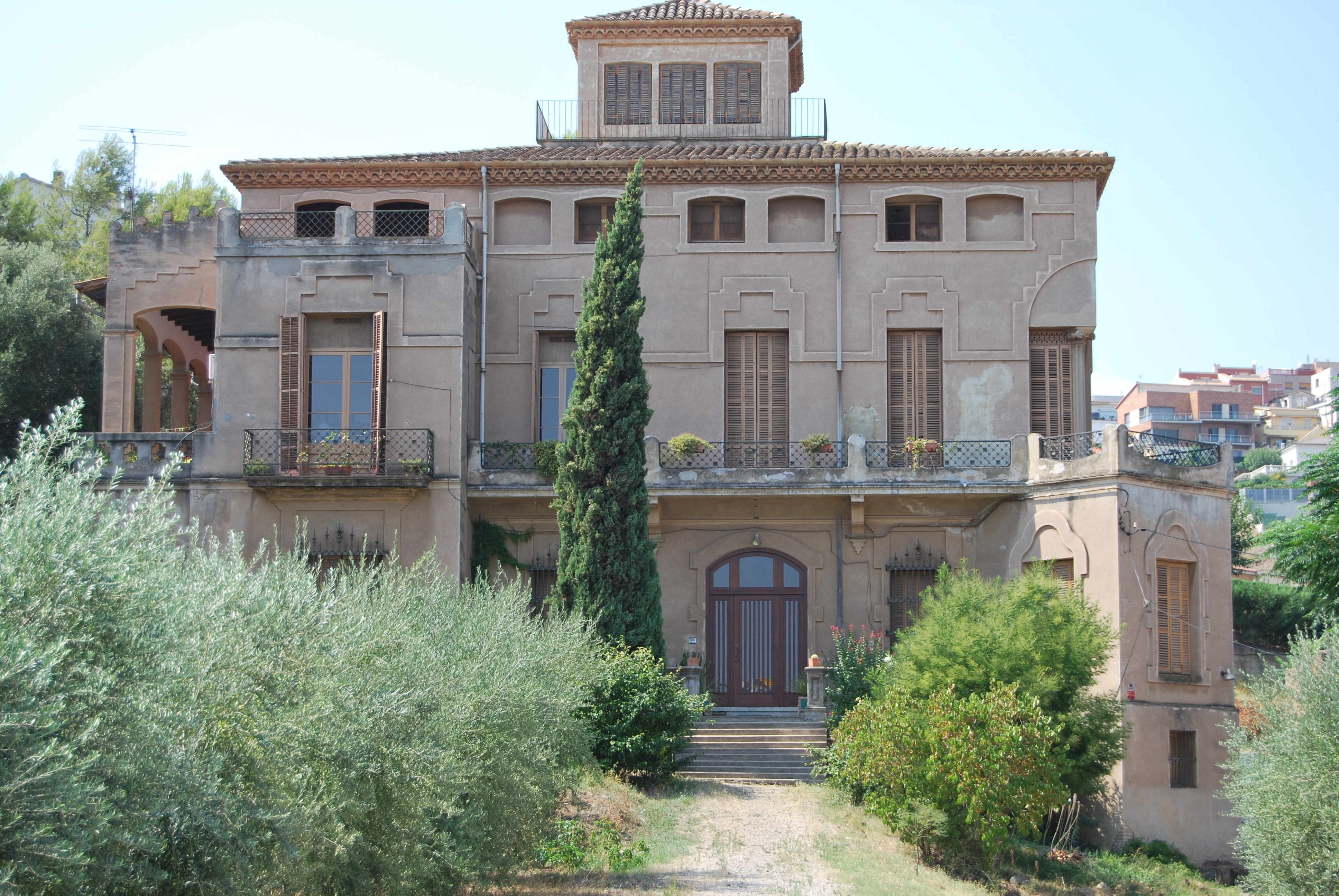
Can Reverter

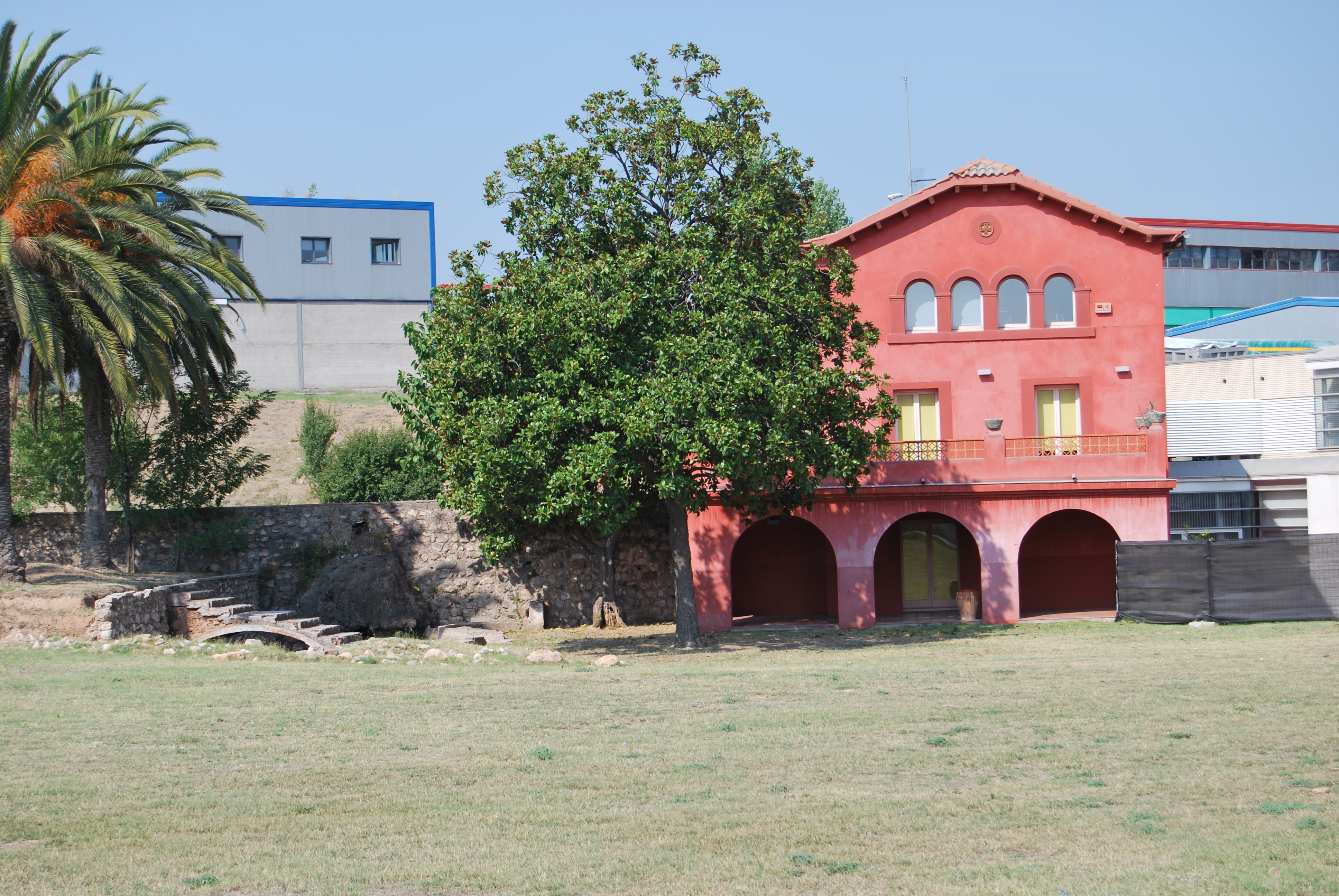
Molí dels Frares

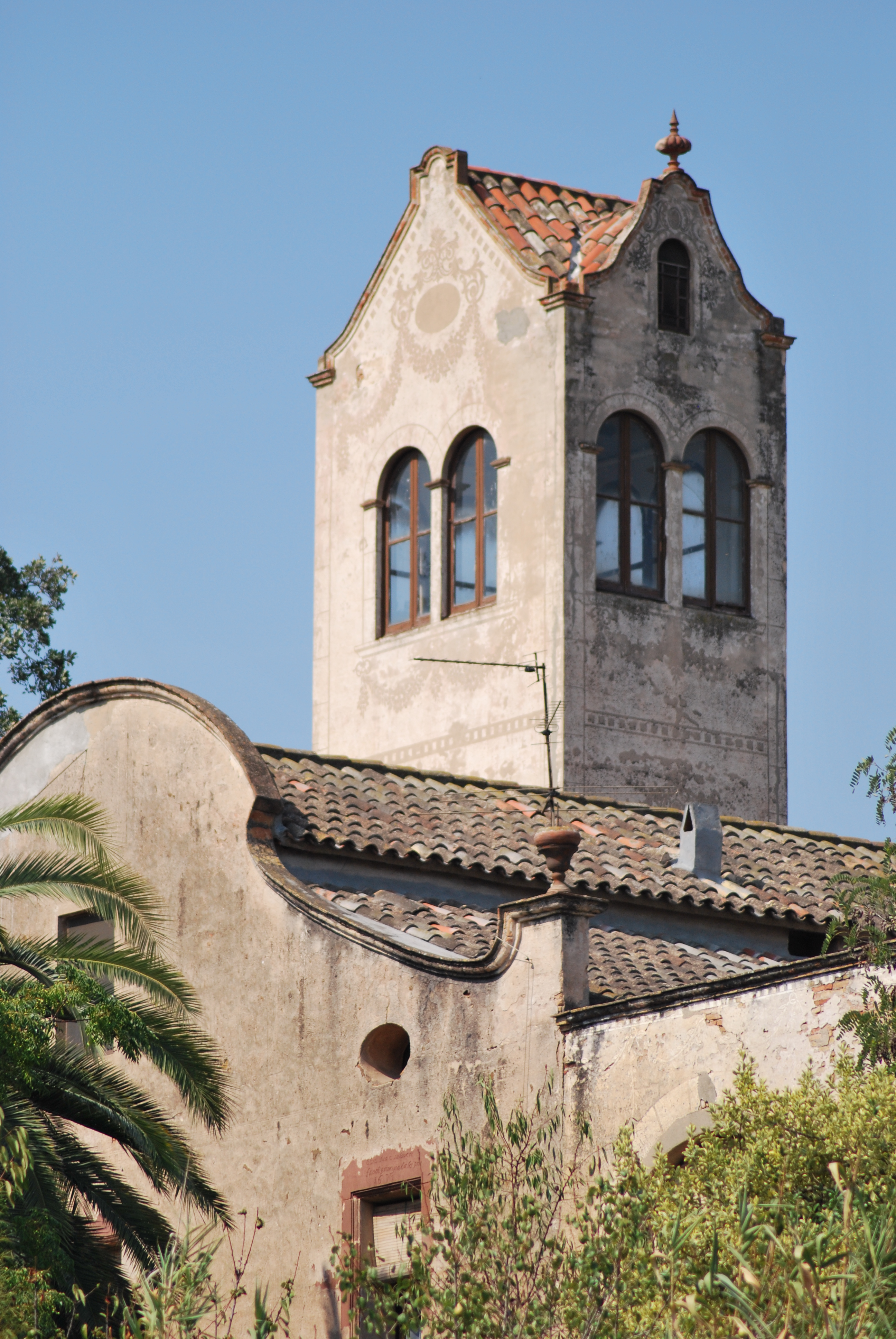
Can Pujador

- Can Mallol: antic centre de producció i explotació agrícola que data de l'època alt imperial romana. OSM
- Can Perals: lloc datat l'any 218 aC en el qual es practicaven enterraments col·lectius per inhumació.
- Cal Reverter: antic centre d'explotació agrícola utilitzat des de l'any 218 aC (República romana) fins al 192 dC (Alt Imperi romà), i reformat en estil noucentista a principi del segle xx. Actualment és un gran casalot aïllat, envoltat d'un gran jardí, de planta rectangular, teulada a quatre aigües i amb una torratxa-mirador. OSM|F4map
- Can Pujador: obra de Joan Salavert de l'any 1679, és una de les masies més importants del municipi gràcies a les característiques arquitectòniques d'aquesta. En ella hi han diferents gravats que es conserven a les finestres i esgrafiats a la façana.OSM
- Can Sala: edificada al sector del Serral, és una masia de façana senzilla amb coronament ondulat, porta lateral i tres finestres amb balcó, feta a principis del segle xviii OSM
- Ajuntament: està situat a la plaça de la Vila. Aquest edifici es va inaugurar el 1927 en mans de l'arquitecte municipal Melcior Viñals. Té elements decoratius de ferro forjat aplicat a les mènsules de la balconada i la ceràmica vidrada. S'hi accedeix a través d'una escalinata amb una barana decorada també amb motius florals seriats. Al pis superior, a la part esquerra de l'edifici, s'hi alça una torrassa decorada amb fulles de ceràmica vidrada verda i amb merlets. Dins de l'edifici cal destacar l'ús del ferro forjat i, com a element de l'època, els llums de la sala de plens. OSM|F4map
- Cal Font: al carrer Rafael Casanova / Mossèn Duran. L'edifici data de l'any 1920, d'acord amb la inscripció que hi ha al carrer de Rafael Casanova. Cal posar en relleu la decoració floral, les sanefes d'esgrafiats que rematen i continuen la façana i el coronament de la façana amb formes sinuoses i florons. OSM
- L'església parroquial de Sant Vicenç Màrtir: situada a la plaça de Sant Jordi i establiment de la tomba del baró de Cervelló, es va cremar l'any 1717 i es va fer posteriorment l'actual, d'estil barroc. Es va aprofitar una part d'una església que s'havia començat a construir el segle anterior però que havia quedat aturada. Es diu que es va construir amb l'ajuda dels vicentins i vicentines de l'època, nens i nenes inclosos, que van transportar la llenya i la pedra per a la construcció d'aquesta. Es tracta d'una construcció senzilla i amb materials (pedra, calç, aigua i sorra) extrets de l'entorn local. Es va inaugurar l'any 1728. OSM|F4map
- L'Ateneu: al carrer del Riu. L'edifici es va inaugurar el 1923 i era la seu de l'Ateneu Familiar, una associació que va néixer com a escissió d'alguns membres de La Vicentina. La llegenda explica que l'escissió va ser deguda a un escàndol que va provocar una actuació i l'acomiadament del pianista. Juntament amb ell van marxar un grup de joves que es començaren a reunir per donar pas a la nova entitat. La funció principal de l'Ateneu, d'acord amb el reglament que es va aprovar el 10 de novembre de 1923, era el foment de la cultura entre els seus socis mitjançant l'ensenyament, les conferències, la lectura, l'excursionisme... i, de la mateixa manera que la majoria d'entitats de l'època, l'ajut material en casos de malaltia, defuncions, etc. OSM
- El molí dels Frares: edifici amb molt valor històric, consta de dues parts, el molí i la casa o mas, que probablement era on residia el moliner i la seva família. Es tracta d'un molí d'aigua, si fem referència a la força motriu, i/o d'un molí fariner si fem referència a la utilitat d'aquest -per moldre gra-. La inscripció de relleu barroc que hi havia encastat a la zona d'accés, que data del segle xviii, revela que el molí era propietat d'un senyor anomenat Clasquerí. Aquest propietari encara es menciona l'any 1693, quan s'esmenta el molí en el Capbreu de la Baronia de Cervelló. Després d'en Clasquerí, el monestir de Sant Pau del Camp va adquirir el molí l'any 1370. Posteriorment, el 1583, es va unir al monestir de Montserrat fins al 1723, data en què es va retornar a Sant Pau del Camp i en què es va col·locar el relleu en commemoració a aquest fet. En aquest edifici, hi és ubicat el departament de promoció econòmica de l'Ajuntament, així com l'OTG, situat en l'edifici annex. OSM
- Can Comamala: Domingo Comamala Sala, natural de Girona, es va instal·lar a Sant Vicenç l'any 1909. El nom del carrer M.C. Verdaguer el va proposar el Sr. Comamala. Primer, va edificar la fàbrica tèxtil, i l'any 1918, hi va afegir el pis per viure-hi. L'any 1922, el Sr. Comamala va fer construir quatre habitatges als jardins de la seva propietat (Verdaguer, 97-103), i en Josep Masdéu i Puigdemasa va ser l'encarregat del projecte. L'any 1923 va demanar permís per edificar el conjunt de cases del carrer de la Indústria. Les cases situades entre els números 100-106 del carrer de Verdaguer es van fer en dos projectes. El primer, l'any 1924, amb dues cases; i el segon, el 1925, amb les altres dues. OSM|F4map
- El Centre Catòlic: al carrer de Torres i Bages, 1-3. És la seu social de l'entitat centenària que porta el mateix nom. Es va començar a construir l'any 1919 i es va inaugurar el 30 de juliol de 1923. L'edifici s'emmarca dins el modernisme, però no tenim constància de l'arquitecte. Cal destacar la verticalitat de l'edifici i les columnes de maó vist a la façana. OSM|F4map
- El Cafè Carbonell: És un edifici de l'any 1871 situat al carrer de Barcelona, 6, i va ser un encàrrec que la família Campmany va fer a l'arquitecte G. Gali. El nom amb què es coneix l'edifici és gràcies a la família Carbonell, que feu d'aquest edifici una mena de seu social, cafè i lloc d'esbarjo on es feien balls a les festes senyalades com ara cap d'any. A banda de l'aspecte monumental de l'edifici, cal posar en relleu els elements decoratius de la balconada. OSM
- Cal Mata del Turó: es tracta d'una curiosa edificació d'estil eclecticista realitzada l'any 1924 en mans de Josep Graner, en la qual s'aprecia una façana ornamentada amb formes geométriques esgrafiades. OSM|F4map
- Casal Turó: realitzada per Josep Masdeu, és un habitatge unifamiliar de planta i pis, amb terrat, de l'any 1922. És una bona mostra de la pervivència d'un cert alè modernista en l'arquitectura popular dels anys vint. OSM|F4map
- Cases Ferrés: és un conjunt de sis cases que les fe construir el Sr. Antonio Ferrés Gibert, (El Ventureta) i fetes per l'arquitecte Melcior Vinyals que presenten elements decoratius típics de l'arquitectura noucentista, amb altres de modernistes. OSM
- Casa Germans Puig: és un habitatge unifamiliar d'una sola planta, amb dues façanes bessones. La composició és simètrica, amb la porta al centre, flanquejada per dues finestres geminades amb una columna al mig. Damunt del ràfec hi ha un capcer amb relleu de pedra. L'ornamentació, a base d'amples motllures decorades amb ceràmica, és d'arrel modernista. És obra de Joaquim Muniels i va ser feta l'any 1932. OSM
- Creu de Can Ros: és una creu monumental d'estil historicista neogòtic que Lluís Sagnier va fer construir l'any 1888. OSM
- Barri antic: en aquest hi destaquen la Casa Amat, construïda l'any 1920. És una obra de l'arquitecte J. Graner. De l'edifici, és important l'acabament amb torrassa decorada amb ceràmica vidriada i la decoració de ferro forjat amb punxes. La Casa de D. Dalmau, construïda el 1905 i situada al carrer de Barcelona 233 OSM. L'edifici té elements decoratius inspirats en la naturalesa i els esgrafiats tenen formes sinuoses i corbes amb flors. I un altre conjunt important és el format pels habitatges del Poble Nou OSM. Es tracta d'un eixample del municipi creat al començament del segle xx que conserva edificis modernistes i noucentistes. Cal posar en relleu els edificis del carrer de la Unitat i del carrer de Ferres Costa, així com els de la plaça de Carme Llinàs, com ara Cal Sió OSM i Cal Roca OSM, de l'any 1923.
- Ermita de Sant Roc. Petita capella edificada l'any 1946 amb motiu d'una greu epidèmia de febres tifoïdals que va assolar el poble la tardor d'aquell any i que va provocar 33 morts. Des d'aleshores es va instituir un aplec popular que es feia cada any dues setmanes després de la Festa Major. OSM|F4map

### Cavalcada centenària
La Cavalcada de Reis de Sant Vicenç dels Horts és una tradició centenària a la vila i pionera a Catalunya, ja que juntament amb la d'Igualada va ser la primera que es va celebrar a Catalunya. Així, el 5 de gener de l'any 1896 un grup de voluntaris va organitzar una petita comitiva en la qual els Reis Mags van repartir els regals des de dalt d'un carro.
A mitjan segle xx els Reis van canviar els carros per camions, des dels quals repartien els regals mentre els patges anaven de casa en casa. De fet, en aquella època alguns patges ajudaven als joves a repartir carabasses de porc o fogots de canyes a aquelles noies que els havien donat carabasses. En l'actualitat els Reis recullen la carta dels infants des dels trons reials a l'Ajuntament i després inicien la cavalcada pels carrers del centre del poble. La comitiva reial està integrada per una quinzena de carrosses i elements nadalencs que acompanyen els Reis Mags com el Camell Reial, l'Estrella d'Orient o el Ninot de Neu.
Des dels seus inicis la Cavalcada de Sant Vicenç ha estat promoguda per un grup de voluntaris i en l'actualitat la coordinadora d'aquesta tradició centenària és la Comissió Organitzadora de la Cavalcada de Reis Arxivat 2011-11-15 a Wayback Machine., una entitat sense ànim de lucre formada per voluntaris. L'any 1996 es va celebrar el Centenari de la Cavalcada a Sant Vicenç i la Comissió va editar el llibre Històries centenàries Arxivat 2012-03-08 a Wayback Machine., on es recull la història de la Cavalcada a Sant Vicenç a través de fonts escrites i del testimoni de vicentins directament relacionats amb la Cavalcada.

### Gegants de Sant Vicenç
La desfilada de gegants i capgrossos en cercavila és una tradició popular antiga que es realitzava amb motiu de les festes majors, o bé per acompanyar la processó del Corpus. Malgrat l'arrelament del costum, Sant Vicenç dels Horts no posseí una comparsa fins a l'any 1964, data coincident amb la commemoració franquista dels XXV Anys de Pau a Espanya, i amb el IV Centenari de l'Acte Sacramental de la Setmana Santa.
El dia 8 d'abril, l'Ajuntament acordava una partida de 50.000 pessetes i obria una subscripció popular per a la compra d'una parella de gegants i una comparsa de deu capgrossos que s'estrenarien l'1 de maig de 1964. Vicenç i Coloma foren els noms amb què es varen batejar els gegants.
Els gegants es confeccionaren amb cartó pedra i un reforçament interior de fusta. Des del maluc fins a terra eren una estructura de fusta amb coixins de buata i vellut per facilitar el transport dels portadors. Les perruques eren de cabell natural, igual que el pèl de la barba del gegant. Totes dues figures lluïen una corona de metall amb detalls de pedreria. L'escut de Sant Vicenç fou brodat al pit, damunt les túniques de la tela de tapisseria. El rei duia espasa i la reina un ram de clavells artificials. Tenien una alçada de tres metres i mig. Pel que fa als capgrossos, els varen acompanyar de quimonos de cretona de diferents colors i dibuixos.
Els capgrossos i els gegants intervingueren en diferents èpoques i de manera puntual. Compartint carrers amb la custòdia i el tàlem, la seva presència acabà per ser considerada com a no representativa de la festa. L'any 1976, Josep Esteve i Solei i Vicenç Ferrés Baqués van demanar a l'Ajuntament fer-se càrrec dels gegants, que amb el pas del temps estaven una mica deteriorats. Els van traslladar a casa de la Teresina Baqués Ollé. Un cop allà van posar-s'hi entre els dos, la Montserrat Ferrés Baqués i el Joan Pastor, i confeccionaren roba nova i restauraren els gegants i els capgrossos. En finalitzar la restauració, van demanar permís a l'Ajuntament per sortir el mateix any a la Festa del Corpus (tradicional en aquells anys i primera sortida amb indicis d'una colla). L'Ajuntament els va donar el permís, però no els donava suport econòmic.
Tot i no comptar amb el suport de l'Ajuntament, ells no desistien, sortien a altres poblacions amb gegants i capgrossos i durant les cercaviles els capgrossos anaven recollint diners per poder fer altres sortides. Tot això va continuar així fins que amb l'arribada dels ajuntaments democràtics se'ls va donar el suport econòmic i se'ls pagaren les despeses de la banda de músics a les sortides de les festes majors, el Carnestoltes i el Corpus.
El 1981, veient que l'Ajuntament donava suport als gegants, van decidir traslladar-los a l'Ajuntament. A partir d'aquí va haver-hi gent que es va agregar al grup, fet que van aprofitar el Josep Esteve Solei, Vicenç Ferrés Baqués i el Gumersindo Nuño per deixar el grup una vegada estava garantit el seu relleu.

### Festivitats
Les festes més destacades i més importants d'aquesta població són les següents: 5 de gener Cavalcada de Reis; 19, 20, 21 i 22 de gener, Festa Major d'Hivern (en honor del patró de Sant Vicenç); 19, 20 i 21 de gener, la 26a Mostra Comercial i Agrícola; Carnestoltes; Dimarts Sant, representació de l'auto sacramental; Dijous Sant, processó de la Cofradía del Santo Cristo de la Buena Salud i de Ntra. Sra. de la Soledad; Divendres Sant, processó de silenci.
Durant el segle xvi que s'editen alguns textos de la Passió de Jesús que es van estenent pels volts de Barcelona. A Sant Vicenç, probablement per influència d'uns monjos benedictins també se'n comencen a fer representacions.
No tenim massa notícies de com va evolucionar durant aquest temps la representació de la Passió (anomenada Auto Sacramental) i posterior Processó de Penitència, però sí que sabem que des 1600 s'anaren incorporant a la processó personatges com el Capità Manaia, deixuplinats (voluntaris que s'autoflagelaven) i altres trofeus. També sabem que entre 1700 i 1770 s'adquiriren nous passos Processó.
Del 1793, és el text original de l'actual Auto Sacramental. Fou el monjo trinitari descalç de Barcelona que donà forma literària a la Passió. Aquest mateix text fou acollit per diverses poblacions i, encara avui és amb més o menys modificacions, la base d'algunes de les Passions més importants de Catalunya.
El 1880 es demana permís al Bisbe de Barcelona perquè deixin que alguns dels personatges de l'Auto Sacramental (Marta, serventa i les tres Maries) també poguessin sortir a la Processó, que en aquell moment es feia en Dijous Sant. El permís es concedí.
Més endavant es va incorporar un parlament al Centurió per animar la seva tropa. Aquesta adaptació la va fer el poeta local Pau Modonell i Sans.
A començament de segle xx hi hagué el que segurament fou l'època més grisa fins que el rector local va decidir de suspendre la processó; tot i així, l'Auto Sacramental es va substituir per una representació al Centre Catòlic. Era l'any 1927, i ja el 1929 el mateix rector va fundar junt amb alguns joves del poble el que fins avui és el Cos de Portants que es farà càrrec de l'Auto Sacramental i posterior Processó.
A causa de la Guerra els actes s'interromperen, però l'any 1945, i de forma gairebé espontània l'antic Centurió s'atreví a recitar la seva part del text. Ja fou el 1946 que es tornà a fer Processó i a partir d'aquell moment es varen anar adquirint nous passos i trofeus per arribar a la Processó i Auto Sacramental que tenim avui dia.
Pel que fa a l'Auto Sacramental, cal destacar la reordenació i adaptació del text que va fer el poeta local Narcís Lunes i Boloix l'any 1950, així com la incorporació de l'Escola Polifònica que canta els salms en directe i que fou dirigida durant molts anys pel mestre Antoni Casasampere.

### Esports i entitats religioses
En la ciutat es practiquen diversos esports.
Hi ha quatre equips de futbol, un de bàsquet, un d'handbol, en el qual hi ha cinc representants que juguen a la selecció catalana, un equip d'hoquei i tres gimnasos de Taekwondo. Aquest últim disposa de federats guanyadors a campionats catalans, espanyols, europeus i mundials.
A més, es realitzen algunes competicions, algunes d'elles d'elit, com el campionat d'Espanya de balls de saló, el campionat d'Espanya de gimnàstica artística, el campionat del món de bitlles, el campionat de Catalunya de ping-pong i els campionats de Catalunya i Espanya de Taekwondo.
A Sant Vicenç dels Horts hi ha un total de 107 espais esportius. Entre d'altres hi ha dos pavellons, 25 pistes poliesportives, quatre camps, 26 sales esportives, tres piscines cobertes i vuit gimnasos. També cal destacar el camp de golf i de pich and putt al barri de Sant Roc.
Finalment, quant a entitats religioses es refereix, al municipi hi ha quatre esglésies cristianes (Església evangèlica de Sant Vicenç, Església Sant Josep, Església la Vinyala i Església de Sant Vicenç Màrtir), una mesquita musulmana, diferents entitats religioses menors i dues ermites, la de Sant Antoni, al capdamunt de la muntanya del Montpedrós, i l'ermita del Remei en el cim del Puig de Rocabruna, aquesta última essent famosa per suposades aparicions de la Verge Maria.

## Ensenyament i salut
Sant Vicenç dels Horts actualment disposa de vuit centres escolars (La Vinyala, Joan Juncadella, Sant Vicenç, La Guàrdia, Sant Antoni, Sant Jordi, Sant Josep i La Immaculada) i de tres centres secundaris i de batxillerat (I.E.S Gabriela Mistral, I.E.S Frederic Mompou, I.E.S Salesians, aquest últim a més es realitza un ensenyament de graus mitjans i superiors) i un centre de formació per a persones adultes, el CFA Garrosa. El municipi també disposa de tres espais de salut mental com l'associació Iris i diverses llars d'infants i esplais.
Segons dades de l'Idescat (2001), i en una població superior a dos anys, 21.807 persones entenen el català, 13.987 el parlen, 14.363 el saben llegir, només 9.178 el saben escriure i no l'entén 2.123 persones.
El Col·legi la Immaculada és una escola concertada de la congregació de les germanes de la doctrina cristiana. L'escola la Immaculada és l'escola més antiga del poble de Sant Vicenç dels Horts, fundada el 1882 per la comunitat de la germana cristiana, que es va iniciar a Molins de Rei, van portar una comunitat al poble de Sant Vicenç, on van crear un petit hospital i es van encarregar de la cura de les nenes. 41° 23′ 34.5″ N, 2° 0′ 35″ E / 41.392917°N,2.00972°E
Quant a salut, hi ha dos centres públics (un centre d'atenció primària a la carretera de Sant Boi, i d'un hospital sense llits, El Serral), un hospital clínic veterinari, nombrosos centres privats de salut i dues geriatries.